# Багманов, Ирек Валеевич
Ире́к Вале́евич Багма́нов (6 января 1932, Альметьевск, Татарская АССР — 22 ноября 2015) — советский и российский актёр, артист Татарского академического театра им. Галиаскара Камала (с 1964 года), народный артист Татарской АССР (1982).
Создал более сотни разноплановых сценических образов в произведениях татарской, русской и зарубежной классики, в пьесах современной драматургии.

## Биография
В 1951—1954 годах — служба на Северном флоте.
В 1961 году окончил актёрскую студию при Большом драматическом театре им. В. И. Качалова.
С 1961 года — артист Татарского республиканского передвижного театра, с 1964 года — в академическом театре им. Г. Камала.